# Гурчина (Стшелецько-Дрезденецький повіт)
Гурчина (пол. Górczyna) — село в Польщі, у гміні Звежин Стшелецько-Дрезденецького повіту Любуського воєводства.
Населення — 24 особи (2011).
У 1975-1998 роках село належало до Гожовського воєводства.

## Демографія
Демографічна структура станом на 31 березня 2011 року:
|          | Загалом | Допрацездатний вік | Працездатний вік | Постпрацездатний вік |
| -------- | ------- | ------------------ | ---------------- | -------------------- |
| Чоловіки | 13      | 5                  | 8                | 0                    |
| Жінки    | 11      | 1                  | 8                | 2                    |
| Разом    | 24      | 6                  | 16               | 2                    |